# Moeder Gods van Vladimir

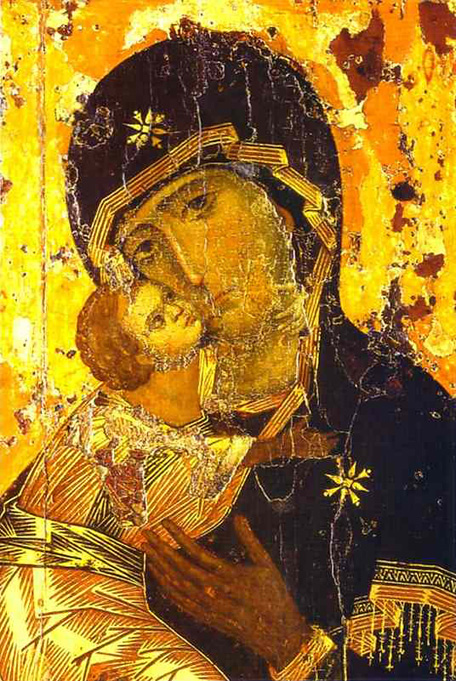
Fragment van de Moeder Gods van Vladimir (Tretjakovgalerij, Moskou)

De Moeder Gods van Vladimir (Russisch: Владимирская Богоматерь), ook bekend als Onze-Lieve-Vrouw van Vladimir, of Vladimirskaja, is de naam van een der belangrijkste iconen van de (Russisch-)orthodoxe christenheid. Zij wordt beschouwd als beschermster van Rusland en haar feestdag valt op 3 juni. Deze icoon wordt tegenwoordig vereerd in een kerk die tot de Tretjakovgalerij in Moskou behoort. 

## Historie
De beroemde Byzantijnse icoon werd rond 1131, kort na haar voltooiing, door Lukas Chrysoberges, patriarch van Constantinopel, geschonken aan grootvorst Joeri Dolgoruki van Kiev. De prachtige icoon werd begeerd door Joeri's zoon, grootvorst Andrej de Vrome van Vladimir-Soezdal, die het in 1155 naar zijn geliefde stad Vladimir overbracht. 
Volgens een legende hielden de paarden die de icoon vervoerden plots halt toen ze in de buurt van Vladimir kwamen. Omdat ze weigerden verder te trekken werd dit beschouwd als een goddelijk teken waarmee de Moeder Gods haar wens liet blijken dat haar icoon in deze stad moest blijven. Om ze te huisvesten werd in Vladimir de grote kathedraal van Maria-Tenhemelopneming gebouwd, waarna vervolgens een hele reeks kerken ter ere van de Maagd Maria verrezen in geheel noordwest Rusland. 
 Een andere legende vertelt dat niet Joeri’s zoon Andrej, maar wel zijn vader Vladimir Monomach de icoon naar Vladimir bracht.
Tijdens een invasie van Timoer Lenk werd de icoon vanuit Vladimir in veiligheid gebracht naar de nieuwe hoofdstad Moskou. Het Sretjenski-klooster werd gebouwd op de plek waar de Moskovieten en hun vorst Vasili I de Moeder Gods opwachtten. Vasili zou de nacht treurend bij de icoon hebben doorgebracht, waarna het leger van Timoer Lenk zich de volgende dag op onverklaarbare wijze terugtrok.

## Legendevorming
De Moskovieten weigerden de wonderbare icoon terug te brengen naar Vladimir en gaven ze een ereplaats in de Oespensky-kathedraal van het Kremlin. Sinds de 16e eeuw was de Vladimirskaya (zoals de Russen haar noemen) het voorwerp van legendevorming en bijzondere devotie. Ze zou eveneens, in 1451 en 1480, de stad Moskou gered hebben van de invasie van Mongoolse horden, en werd sindsdien dan ook gebruikt tijdens bijzondere vieringen, zoals de kroning van de tsaren, de verkiezing van de patriarchen en andere officiële plechtigheden. 

 Men beweert dat Stalin in december 1941, op het ogenblik dat de Duitse troepen Moskou naderden, het bevel gaf de Vladimirskaya-icoon in een vliegtuig te plaatsen en daarmee rond de belegerde hoofdstad te vliegen. Enkele dagen later, blies het Duitse leger daadwerkelijk de aftocht…
Tijdens het communistische regime werd de icoon, zoals de meeste bezittingen van de Kerk, in beslag genomen en tentoongesteld in de Tretjakovgalerij zelf, en zo onttrokken aan haar sacrale functie. Na de val van het communisme eiste de Kerk de icoon terug. Dat werd geweigerd, maar als compromis is de icoon overgebracht naar de kerk van de heilige Nicolaas in Tolmachi, die tot het museumcomplex behoort. De kerk werd tijdens het regime gebruikt als museumdepot, maar in 1992 gerestaureerd en opnieuw in gebruik genomen, al blijft zij wel onderdeel van het museum. 

## Artistieke waarde
De Vladimirskaja behoort tot het Eleousa-type, een ontroerende voorstelling van de Moeder Gods die haar kind liefkoost. Het belangrijkste kenmerk van deze compositie is de tedere relatie tussen moeder en kind: het kind drukt zijn gezicht tegen de wang van zijn moeder, en heeft een arm om haar hals.
Een kerkelijke traditie hield vol dat de icoon persoonlijk was geschilderd door de Evangelist Lucas, maar dit wordt door stilistisch onderzoek tegengesproken. In werkelijkheid werd ze vervaardigd in een hoogwaardig schildersatelier te Constantinopel, waarschijnlijk in het eerste kwart van de 12e eeuw, tijdens de artistieke bloeiperiode van de Comnenen-dynastie. Ongetwijfeld is het een van de meest verfijnde iconen ooit gemaakt. Kunstkenners merkten op dat deze Vladimirskaja op een bijzonder menselijke wijze de universele gevoelens van moederliefde en angstige bekommernis voor het kind uitdrukt. Haar grote ogen kijken als het ware in de toekomst en zien wat haar kind te wachten staat.